# エスタディオ・オリンピコ・セビージャ
エスタディオ・ラ・カルトゥーハ・デ・セビージャ（Estadio La Cartuja de Sevilla）は、スペインのセビリアにある多目的スタジアム。通称ラ・カルトゥーハ。57,619人の観客を収容できるこのスタジアムはアンダルシア州で2番目に大きく、スペイン国内では5番目に大きなスタジアムである。

## 概要
1999年世界陸上競技選手権大会開催のため建設された。こけら落としは、1999年5月5日のサッカースペイン代表対サッカークロアチア代表。サッカーコパ・デル・レイの決勝が1999年5月バレンシアCF対アトレティコ・マドリードと2001年6月30日レアル・サラゴサ対セルタ・デ・ビーゴの2度行われた。2003年5月21日サッカーUEFAカップ決勝セルティックFC対FCポルトが行われた。
また、まれにセビリアをホームとするレアル・ベティスとセビージャFCの試合も開催される。
2004年と2011年のデビスカップ決勝の会場となり、史上最多の27,200名が観戦された。
コンサートの会場しても多く、マドンナのSticky & Sweet Tour、U2の360° Tourは8万人を動員した。